# N-tert-Butylacrylamid
N-tert-Butylacrylamid ist ein N-substituiertes Acrylamid, dessen Stickstoffatom eine tert-Butylgruppe trägt. Die Substanz wird als Comonomer, meist mit anderen Acrylamiden, wie z. B. N-Isopropylacrylamid, für thermoresponsive Polymere bzw. temperatur- und pH-empfindliche smarte Hydrogele als intelligente Werkstoffe von Textil- bis Medizinanwendungen untersucht.

## Vorkommen und Darstellung
Die Synthese von N-tert-Butylacrylamid wurde erstmals 1951 von John J. Ritter und Mitarbeiter berichtet.
Dabei addiert sich das aus tert-Butanol mit konzentrierter Schwefelsäure gebildete tert-Butyl-Carbeniumion an die Nitrilgruppe von Acrylnitril, und das so gebildete Nitrilion hydrolysiert zum N-tert-Butylacrylamid (Ausbeute ca. 85 %). Die Ritter-Reaktion unter intermediärer Bildung des tert-Butylkations aus Isobuten oder tert-Butylacetat liefert TBAAm in Ausbeuten von 85 bis 92 %.
Statt Schwefelsäure (meist zusammen mit Essigsäure) kann auch eine Vielzahl flüssiger und fester Bronsted-Säuren als Katalysatoren in der Ritter-Reaktion eingesetzt werden.
Zusatz katalytischer Mengen des als effizient, stabil und einfach abtrennbar beschriebenen Pentafluorphenylammoniumtriflats PFPAT zu einem Gemisch von tert-Butanol oder tert-Butylacetat und Acrylnitril liefert TBAAm in 92%iger Ausbeute.
Die Reaktion zu N-tert-Butylacrylamid kann auch in kontinuierlicher Fahrweise durchgeführt werden.
Acylierung von tert-Butylamin mit Acrylsäurechlorid erzeugt innerhalb von 5 Min. an neutralen Aluminiumoxid-Oberflächen bei vollständigem Umsatz 96 % TBAAm.
Wegen der relativ teuren Ausgangsstoffe ist diese Syntheseroute eher für Labormengen von N-tert-Butylacrylamid geeignet.

## Eigenschaften
N-tert-Butylacrylamid ist ein geruchloses weißes Kristallpulver, das sich nur wenig in Wasser (8 g·l−1 bei 25 °C, 15 g·l−1 bei 70 °C), aber gut in Alkoholen, Chloroform und Aceton löst.

## Anwendungen
Aufgrund seiner geringen Wasserlöslichkeit kann N-tert-Butylacrylamid in wässriger Dispersion radikalisch, z. B. mit Kaliumperoxodisulfat K2S2O8, zu monodispersen Latices homopolymerisiert werden.
Während das wasserunlösliche homopolymere Poly-N-tert-Butylacrylamid bisher wenig Interesse gefunden hat, sind Copolymere von N-tert-Butylacrylamid mit hydrophilen Comonomeren, wie z. B. Acrylamid oder Acrylsäure, z. B. als Haarfestiger weiter verbreitet.
Copolymere mit dem nahe verwandten N-Isopropylacrylamid NIPAM sind wegen ihres thermoresponsiven Verhaltens im wässrigen Milieu, d. h. der temperaturabhängigen Änderung ihrer Löslichkeit und des Übergangs vor der offenen Knäuel- zur dichten Kugelstruktur (engl. ‚coil-to-globuli transition‘), als mögliche Chromatographiematerialien oder als Wirkstoffträger (engl. drug carrier) für die kontrollierte Freigabe von Pharmaka oder Proteinen aktuelle Forschungsobjekte.